# جهاز الإمارات للاستثمار
جهاز الإمارات للاستثمار (EIA) الصندوق السيادي الوحيد للحكومة الاتحادية في دولة الإمارات العربية المتحدة، لاستثمار الأموال المخصصة من جانب الحكومة الاتحادية في المجالات الاستراتيجية لإنشاء قيمة طويلة المدى لثروتها السيادية.
تم تأسيسه في عام 2007، وقد سعت إدارة معلومات الطاقة بنشاط إلى فرص استثمارية فريدة محليًا وإقليميًا ودوليًا، مع التركيز على الاستثمار في فئات الأصول التي تعتبر مساعدة في تعزيز وتنويع اقتصاد دولة الإمارات العربية المتحدة. 
في 23 نوفمبر 2023، عيَّن محمد حمد المهيري في منصب الرئيس التنفيذي، ليحل محل مبارك راشد المنصوري الذي قاد الصندوق البالغ قيمته 90 مليار دولار على مدى أكثر من 15 عاماً.

## استثمارات
قامت إدارة معلومات الطاقة باستثمارين عندما حصلت على حصص كبيرة في شركتي اتصالات شرق أوسطيتين وشمال أفريقيتين، اتصالات ودو. من المعروف أن استثمارات أخرى قد تمت في بنك الخليج الدولي في البحرين، الشركة العربية للنقل البحري المتحدة، وشركة الخليج للاستثمار. إجمالاً، حصلت EIA على أكثر من 30 حصة في الشركات عبر دول مجلس التعاون الخليجي. 

## المركز السابع على قائمة أكبر 10 صناديق سيادية عربية
في عام 2022 احتل جهاز الإمارات للاستثمار (EIA) المركز السابع بين أكبر صناديق الثروة السيادية العربية بأصول مدارة 87 مليار دولار. 

## أعضاء مجلس الإدارة[6]
- الشيخ منصور بن زايد آل نهيان، رئيس مجلس الإدارة، ونائب رئيس مجلس الوزراء ووزير شؤون الرئاسة

- محمد عبد الله القرقاوي - نائب رئيس مجلس الإدارة، ووزير شؤون مجلس الوزراء
- عبد الله بن طوق المري - عضو، ووزير الاقتصاد
- سلطان أحمد الجابر - عضو، ووزير الصناعة والتكنولوجيا المتقدمة
- عبيد حميد الطاير - عضو، ووزير الدولة للشؤون المالية
- عبد الحميد بن سعيد - عضو، ومدير عام بنك الخليج الأول
- عيسى محمد السويدي - عضو، والمدير العام لمجلس أبوظبي للاستثمار
- كلثم حمد الغفلي - عضو، ومدير الاستثمار في إدارة الأسهم الخارجية في جهاز أبوظبي للاستثمار

## الروابط الخارجية
- الموقع الرسمي